# Nathaniel P. Tallmadge
Nathaniel Pitcher Tallmadge, född 8 februari 1795 i Chatham, New York, död 2 november 1864 i Battle Creek, Michigan, var en amerikansk politiker.
Tallmadge utexaminerades 1815 från Union College i Schenectady. Därefter studerade han juridik och inledde 1818 sin karriär som advokat i Poughkeepsie.
Han var ledamot av USA:s senat från New York 1833-1844. Han bytte parti från demokraterna till whigpartiet. Han var guvernör i Wisconsinterritoriet 1844-1845. Efter den politiska karriären skrev han religiösa texter.
Hans grav finns på Rienzi Cemetery i Fond du Lac, Wisconsin.